# Awonou
Awonou è un arrondissement del Benin situato nella città di Adjohoun (dipartimento di Ouémé) con 4.776 abitanti (dato 2006).